# IC 2174
IC 2174 ist eine Spiralgalaxie vom Hubble-Typ S im Sternbild Giraffe am Nordsternhimmel. Sie ist schätzungsweise 175 Millionen Lichtjahre von der Milchstraße entfernt und hat einen Durchmesser von etwa 45.000 Lichtjahren. Vermutlich bildet sie gemeinsam mit NGC 2314 ein gravitativ gebundenes Galaxienpaar. 
Das Objekt wurde am 24. Dezember 1891 vom französischen Astronomen Guillaume Bigourdan entdeckt.